# The Ballad Collection
The Ballad Collection — сборник баллад R&B группы Boyz II Men, изданный под лейблом Universal Records в 2000 году. Альбом включает в себя как популярные синглы, так и песни со студийных альбомов.
Баллады считаются одной из лучших сторон творчества Boyz II Men. Они описываются как «очень душевные, искренние и щемящие сердце» и считаются идеально подходящими для множества различных радио форматов. На данном диске собраны почти все баллады группы, становившиеся хитами.

## Список композиций
1. «On Bended Knee»
2. «Doin' Just Fine»
3. «Please Don’t Go»
4. «End of the Road»
5. «It’s So Hard to Say Goodbye to Yesterday»
6. «Can You Stand the Rain»
7. «Girl in the Life Magazine»
8. «One Sweet Day» (с Мэрайей Кэри)
9. «Four Seasons of Loneliness»
10. «Water Runs Dry»
11. «A Song for Mama»
12. «I'll Make Love to You»
13. «Your Home Is in My Heart» (при участии Chante Moore)
14. «I Will Get There»
15. «Yesterday» [Spanish Version]
16. «End of the Road» [Instrumental]
17. «So Amazing»